# Vesna Dolonc

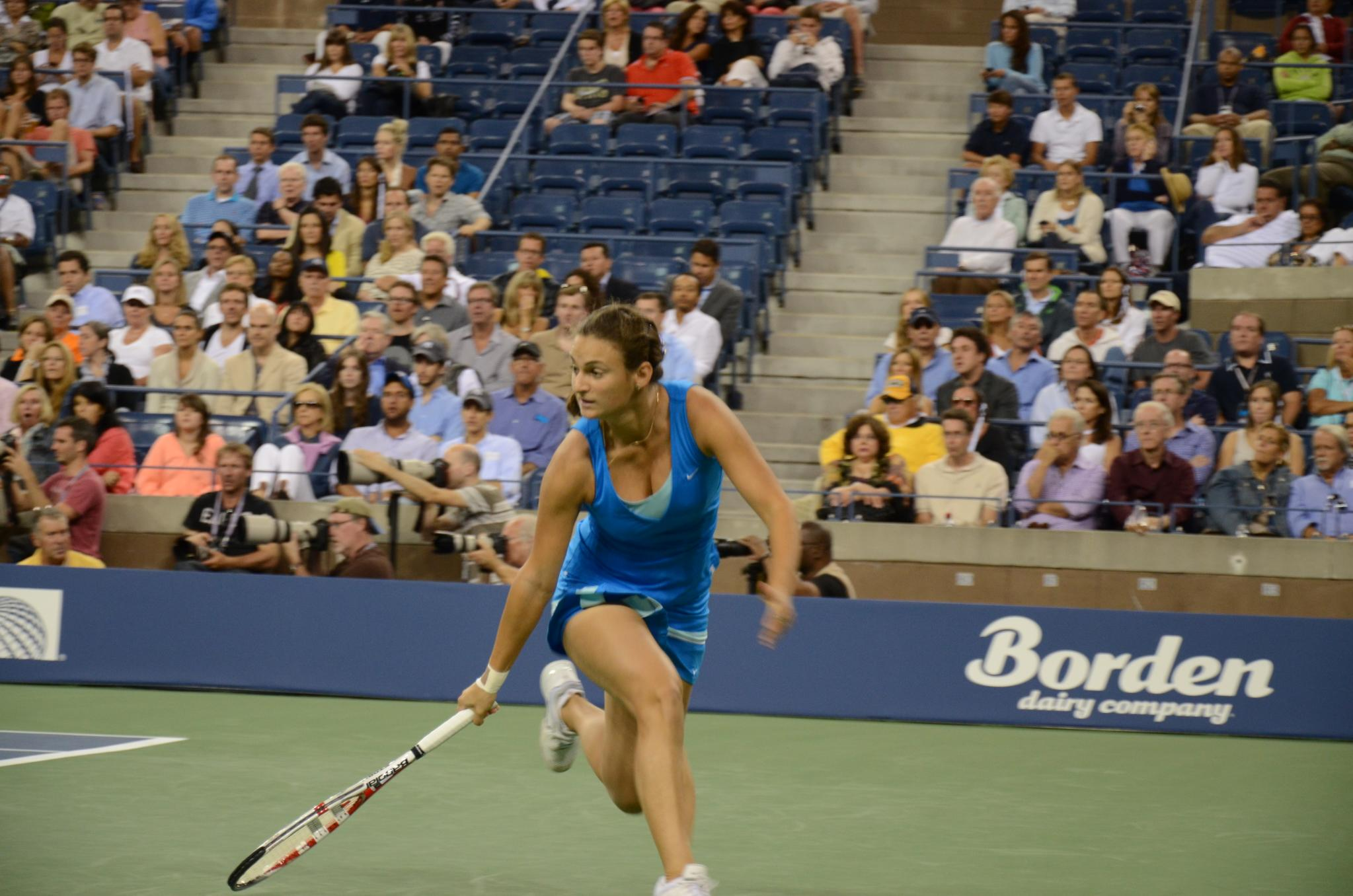
Vesna Dolonts en el US Open 2011

Vesna Ratkovna Dolonts (en ruso: Весна Долонц) (Moscú, Unión Soviética, 21 de julio de 1989) es una tenista serbia de ascendencia rusa.
Comenzó su carrera profesional en septiembre de 2005 a la edad de 16 años. En 2006 alcanzó el puesto 393 de la clasificación mundial; en 2007 el puesto 162, y en 2008 el 156, que ha sido su máximo histórico. En 2011 obtuvo su primera victoria en un Grand Slam al derrotar a Laura Pous Tio en el Open de Australia.

## Títulos

### Dobles

#### Títulos (0)
| Leyenda               |
| --------------------- |
| Grand Slam (0)        |
| Juegos Olímpicos (0)  |
| WTA Championships (0) |
| Premier Mandatory (0) |
| Premier 5 (0)         |
| Premier (0)           |
| International (0)     |

#### Finales (1)
| Leyenda               |
| --------------------- |
| Grand Slam (0)        |
| Juegos Olímpicos (0)  |
| WTA Championships (0) |
| Premier Mandatory (0) |
| Premier 5 (0)         |
| Premier (0)           |
| International (1)     |

| N.º | Fecha                    | Torneos | Superficie | Compañer         | Oponentes                  | Resultado |
| --- | ------------------------ | ------- | ---------- | ---------------- | -------------------------- | --------- |
| 1.  | 15 de septiembre de 2012 | Taskent | Dura       | Anna Chakvetadze | Paula Kania Polina Pekhova | 2–6, ret. |

## Títulos ITF

### Individual 11 (3–8)
| Torneos de $100,000 |
| Torneos de $75,000  |
| Torneos de $50,000  |
| Torneos de $25,000  |
| Torneos de $15,000  |
| Torneos de $10,000  |

| Resultado | N.º | Fecha                    | Torneo                  | Superficie    | Oponentes           | Resultado         |
| --------- | --- | ------------------------ | ----------------------- | ------------- | ------------------- | ----------------- |
| Finalista | 1.  | 28 de mayo de 2006       | Kiev, Ucrania           | Tierra batida | Veronika Kapshay    | 2–6, 6–0, 5–7     |
| Finalista | 2.  | 12 de septiembre de 2007 | Járkov, Ucrania         | Dura          | Alona Bondarenko    | 1–6, 1–6          |
| Finalista | 3.  | 24 de febrero de 2008    | Capriolo, Italia        | Carpet        | Anne Keothavong     | 1–6, 6–2, 3–6     |
| Campeona  | 1.  | 1 de noviembre de 2008   | Nantes, Francia         | Dura          | Stefanie Vögele     | 6–3, 6–2          |
| Finalista | 4.  | 8 de febrero de 2009     | Belfort, Francia        | Carpet        | Lucie Hradecká      | 3–6, 2–6          |
| Finalista | 5.  | 29 de marzo de 2009      | Moscú, Rusia            | Dura          | Vitalia Diatchenko  | 6–2, 3–6, 1–4 Ret |
| Finalista | 6.  | 11 de julio de 2009      | La Coruña, España       | Dura          | Neuza Silva         | 3–6, 1–6          |
| Finalista | 7.  | 11 de octubre de 2010    | Joué-lès-Tours, Francia | Dura          | Alison Riske        | 7–5, 4–6, 4–6     |
| Campeona  | 2.  | 21 de julio de 2012      | Donetsk, Ucrania        | Dura          | Maria João Koehler  | 6–2, 6–3          |
| Finalista | 8.  | 6 de marzo de 2016       | Mâcon, Francia          | Dura (i)      | Claire Feuerstein   | 2–6, 6–4, 4–6     |
| Campeona  | 3.  | 8 de mayo de 2016        | Gyor, Hungría           | Tierra batida | Anastasiya Shoshyna | 6–3, 7–5          |